# Сава Мъдров
Сава Колчев Мъдров е български офицер, полковник, старши адютант в 8-а пехотна тунджанска дивизия през Балканската (1912 – 1913) и Междусъюзническата война (1913), командир на 26-и пехотен пернишки полк (1915 – 1916), началник на щаба на 3-та пехотна балканска дивизия и командир на 2-ра бригада от 4-та пехотна преславска дивизия през Първата световна война (1915 – 1918).

## Биография
Сава Мъдров е роден на 18 януари 1872 г. в Габрово. На 11 септември 1890 постъпва на военна служба. На 2 август 1893 завършва Военното на Негово Княжеско Височество училище с 15-и випуск, произведен е в чин подпоручик и зачислен в артилерията. На 2 август 1896 г. е произведен в чин поручик, през 1900 г. служи в 1-ви артилерийски полк и през 1903 е произведен в чин капитан. През 1906 г. като капитан от 1-ви артилерийски полк е командирован за обучение в Николаевската академия на ГЩ в Санкт Петербург, Русия, която завършва през 1909 г. На 4 септември 1910 е произведен в чин майор, а през следващата година е старши адютант в 8-а пехотна тунджанска дивизия.
Майор Мъдров взема участие в Балканската (1912 – 1913) и Междусъюзническата война (1913) на досегашната си служба. На 18 август 1913 е назначен за ръководител на Разузнавателната секция към Оперативното отделение на Щаба на армията, на която служба е до 1914 година. На 14 февруари същата година е произведен в чин подполковник, а през януари 1915 г. е на служба в 6-и пехотен търновски полк като командир на дружина.
По време на Първата световна война (1915 – 1918) подполковник Мъдров командва първо 26-и пехотен пернишки полк (1915 – 1916), като на тази длъжност съгласно заповед № 679 от 1917 г. по Действащата армия е предложен за награждаване с Военен орден „За храброст“, III степен, 2 клас, но орденския съвет решава, че може да бъде награден с Военен орден „За храброст“, IV степен, 1 клас. След това Сава Мъдров е назначен за началник на щаба на 3-та пехотна балканска дивизия (1916 – 1918), за която служба съгласно заповед № 355 от 1921 г. по Министерството на войната е награден с Народен орден „За военна заслуга“ IV степен с военно отличие. На 16 март 1917 е произведен в чин полковник, а през юни 1918 г. поема командването на 2-ра бригада от 4-та пехотна преславска дивизия. Уволнен е от служба през 1919 г.
На 13 декември 1943 г. партизани „овладяват“ чифлика на полковника от запаса, като изземват от там продоволствие, включително и добитък.

## Военни звания
- Подпоручик (2 август 1893)
- Поручик (2 август 1896)
- Капитан (1903)
- Майор (4 септември 1910)
- Подполковник (14 февруари 1914)
- Полковник (16 март 1917)

## Образование
- Военно на Негово Княжеско Височество училище (до 1893)
- Николаевска академия на ГЩ (1906 – 1919)

## Награди
- Военен орден „За храброст“, IV степен, 1 клас (1917)
- Народен орден „За военна заслуга“ IV степен с военно отличие (1921)
- Орден „За заслуга“ на обикновена лента